# Claterna albiplaga
Claterna albiplaga là một loài bướm đêm trong họ Noctuidae.